# Jetico Personal Firewall
Jetico Personal Firewall是Jetico公司出品的一款个人电脑防火墙。適用於微軟的Windows 98／ME／NT／2000／XP。Jetico防火墙分为免费和付费两种版本，付费版本较之于免费版本具有更丰富的功能。根據Firewall Leak Tester （页面存档备份，存于）的評比，Jetico Personal Firewall的評比分數為各防火墙中最高分。

## 外部連結
- （英文）官方網站 （页面存档备份，存于）
- （法文）使用說明書
- （中文）免費版下載 （页面存档备份，存于）
- （中文）Jetico Personal Firewall使用說明（上）與（下）